# Ансамбль застройки посёлка Шлюзовой
Ансамбль застройки посёлка Шлюзовой — памятник истории и архитектуры в городе Тольятти. Представляет собой комплекс из полутора десятка зданий различного предназначения: жилые дома, общежития, дом культуры, административное здание, здание детского сада. Является одним из красивейших мест в Тольятти, часто именуется «маленьким Петербургом».

## История

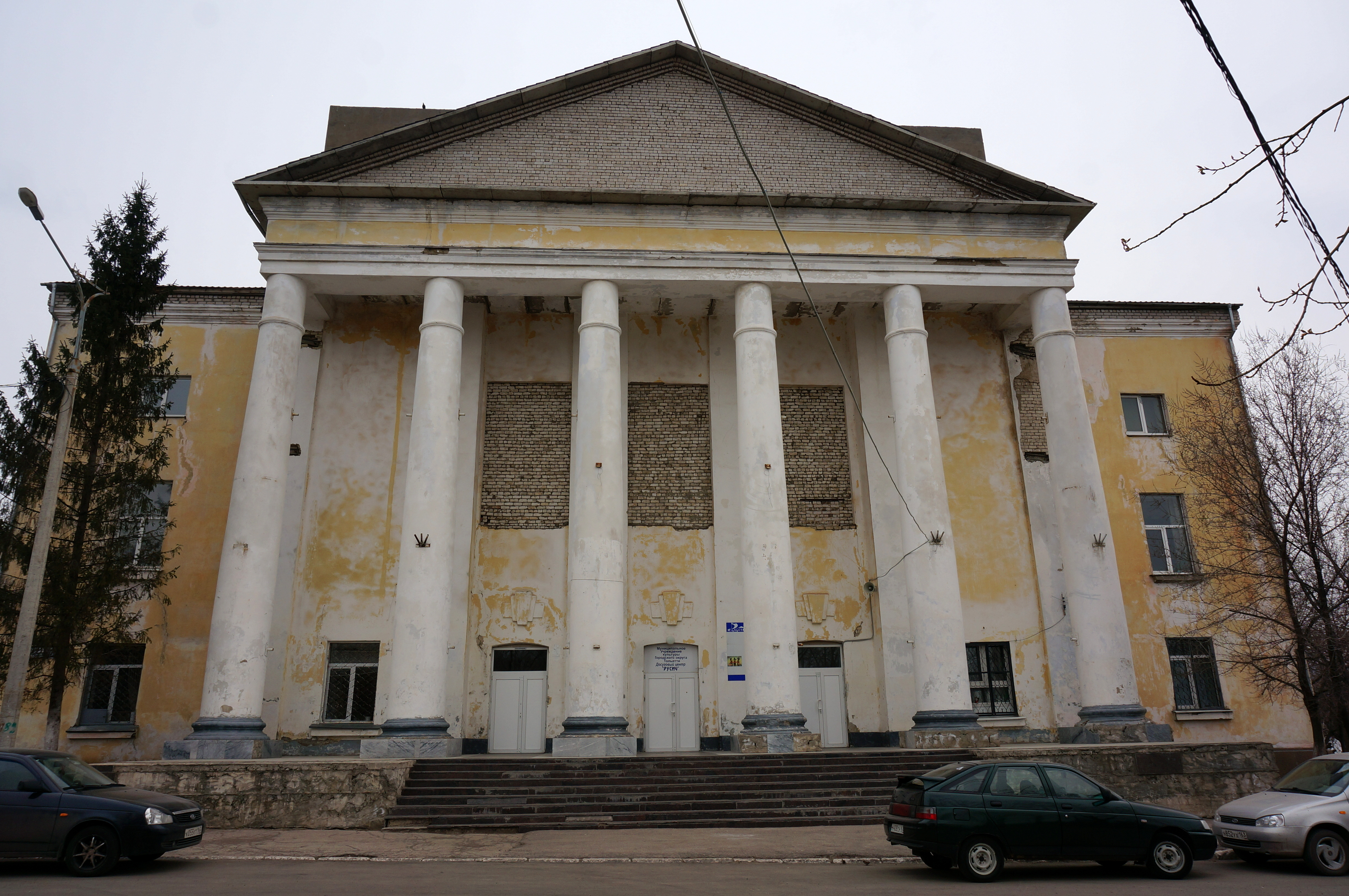
ул. Носова 10. Здание клуба. Ныне досуговый центр «Русич»

Проект застройки посёлка разрабатывался институтом «Ленгипрогор» в несколько этапов. В июне 1951 года была выбрана площадка для застройки. В сентябре на заседании у зам.начальника по делам архитектуры Совета Министров РСФСР был рассмотрен проект И. Г. Ромма. По проекту предусматривалась застройка 3-4-этажными зданиями сложной конфигурации, особенно в прибрежной части. На концевых участках улиц планировались здания с более богатыми архитектурными формами.
В феврале 1952 года проект был вторично рассмотрен в Москве, а в апреле утверждён с дополнениями. Было рекомендовано облегчить конфигурацию зданий, выбрать более упрощённый тип, уменьшить размеры площади, сместить здание клуба к управлению шлюзов.
В 1953 году проект снова был доработан. Предлагалось для обогащения силуэта ввести 2-этажные здания, уменьшить число нетиповых зданий с 85 % до 50 %, вписать здание клуба в композицию центральной площади.
В 1955 году проект снова был упрощён.

## Расположение
Здания расположены на берегу судоходного канала Жигулёвской ГЭС, находятся по адресам:
- ул. Носова 1, 3, 5, 7, 9, 10, 11, 13, 15;
- ул. Никонова 4, 6, 8, 10, 12, 14, 16;
- ул. Шлюзовая 3а.

### Носова 1/Никонова 2

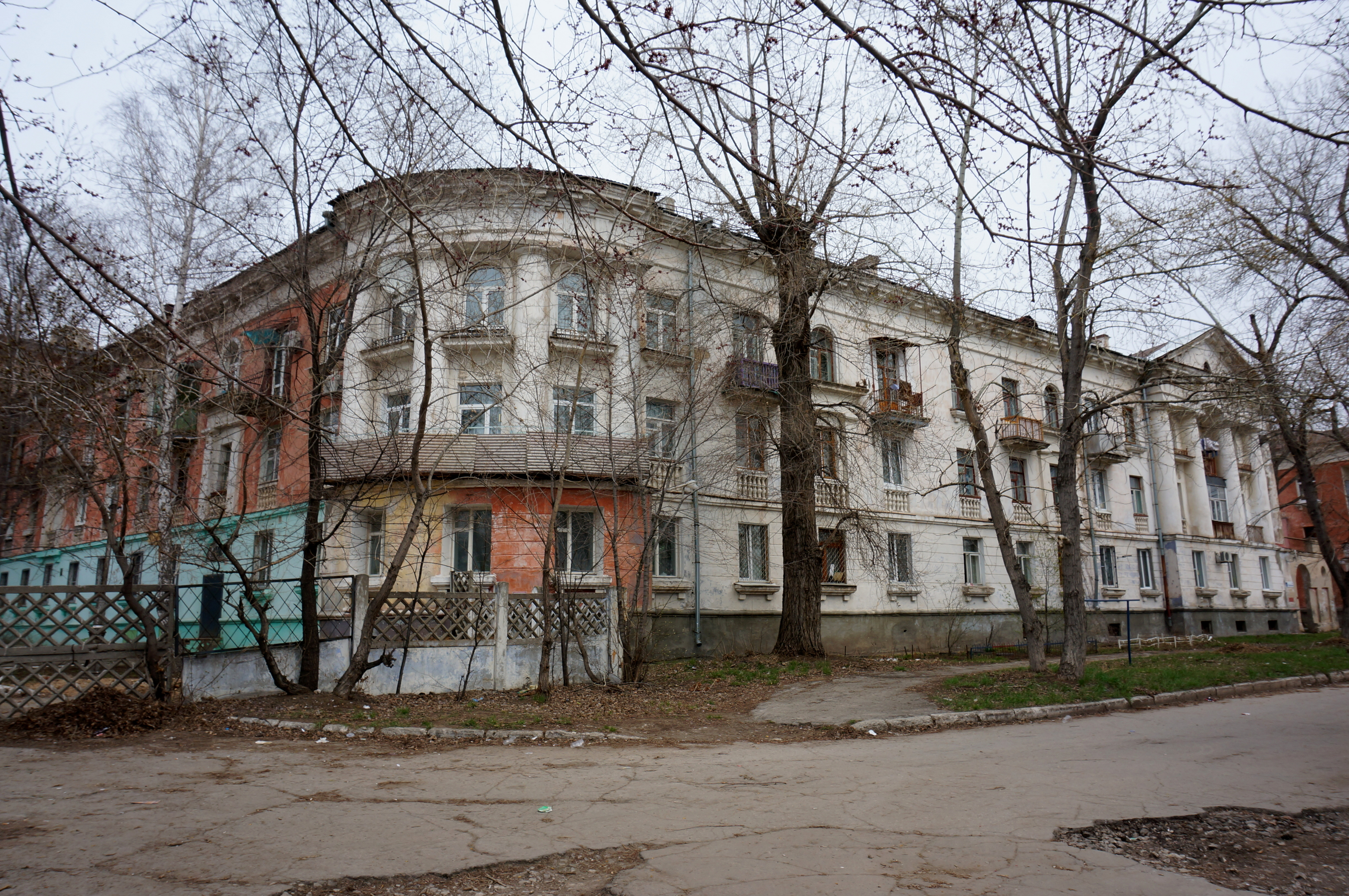
Носова 1. Главный фасад

Жилой дом Г-образной формы. Первый этаж выделен рельефными горизонтальными линиями (руст), второй и третий этажи украшены массивными круглыми колоннами, балясинами, кронштейнами под карнизом. Окна прямоугольной и арочной формы. Главный фасад округлой конфигурации, симметричен, смотрит на Волгу. Дом — типичный образец советского классицизма. Сейчас в здании находится 41 квартира, на первом этаже размещается Центр социальной помощи семье и детям Комсомольского района.

### Носова 3

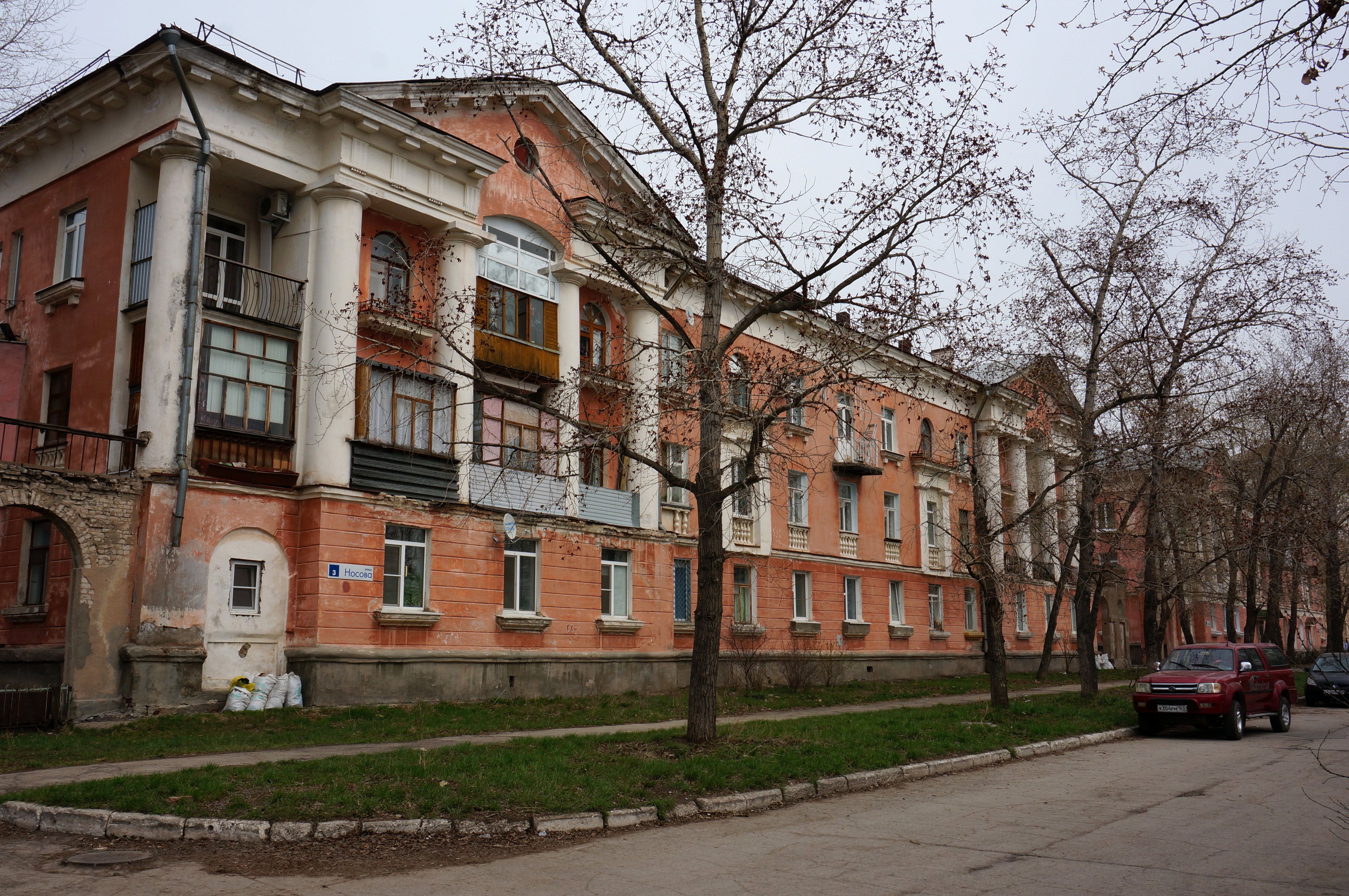
ул. Носова 3

Здание построено в 1957 году по проекту Ленгипрогора, разработанному архитектором И. Г. Роммом. Заказчиком являлся судоремзавод. Типичный представитель советского классицизма.

### Носова 5

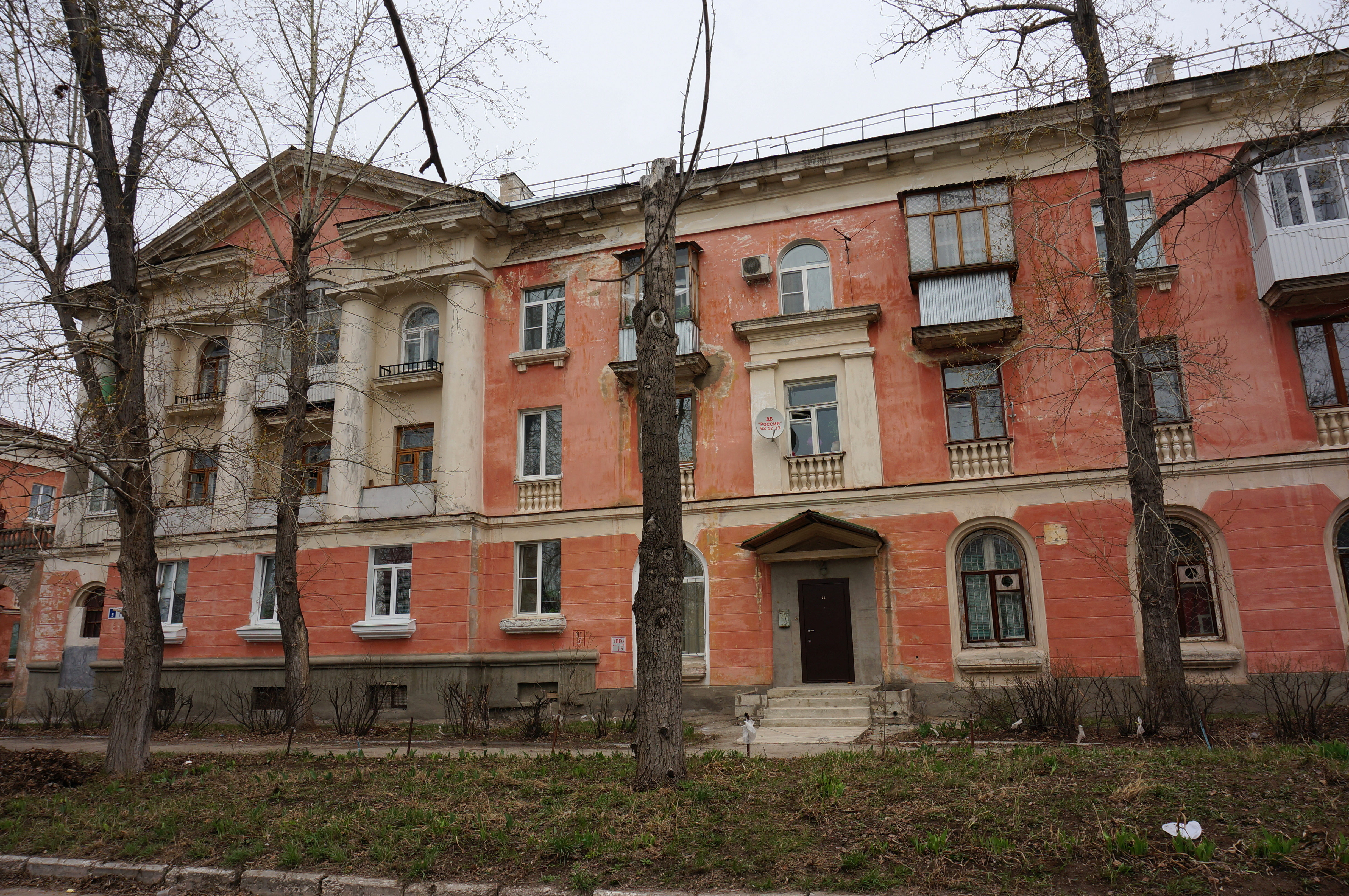
ул. Носова 5

Проект здания разработан Ленгипрогором, строилось в 1952—1956 годах для дирекции строительства порта и судоремонтного завода. Здание украшено массивными колоннами на уровне 2 и 3 этажей, часть помещений изначально было отведено под почту.

### Носова 11

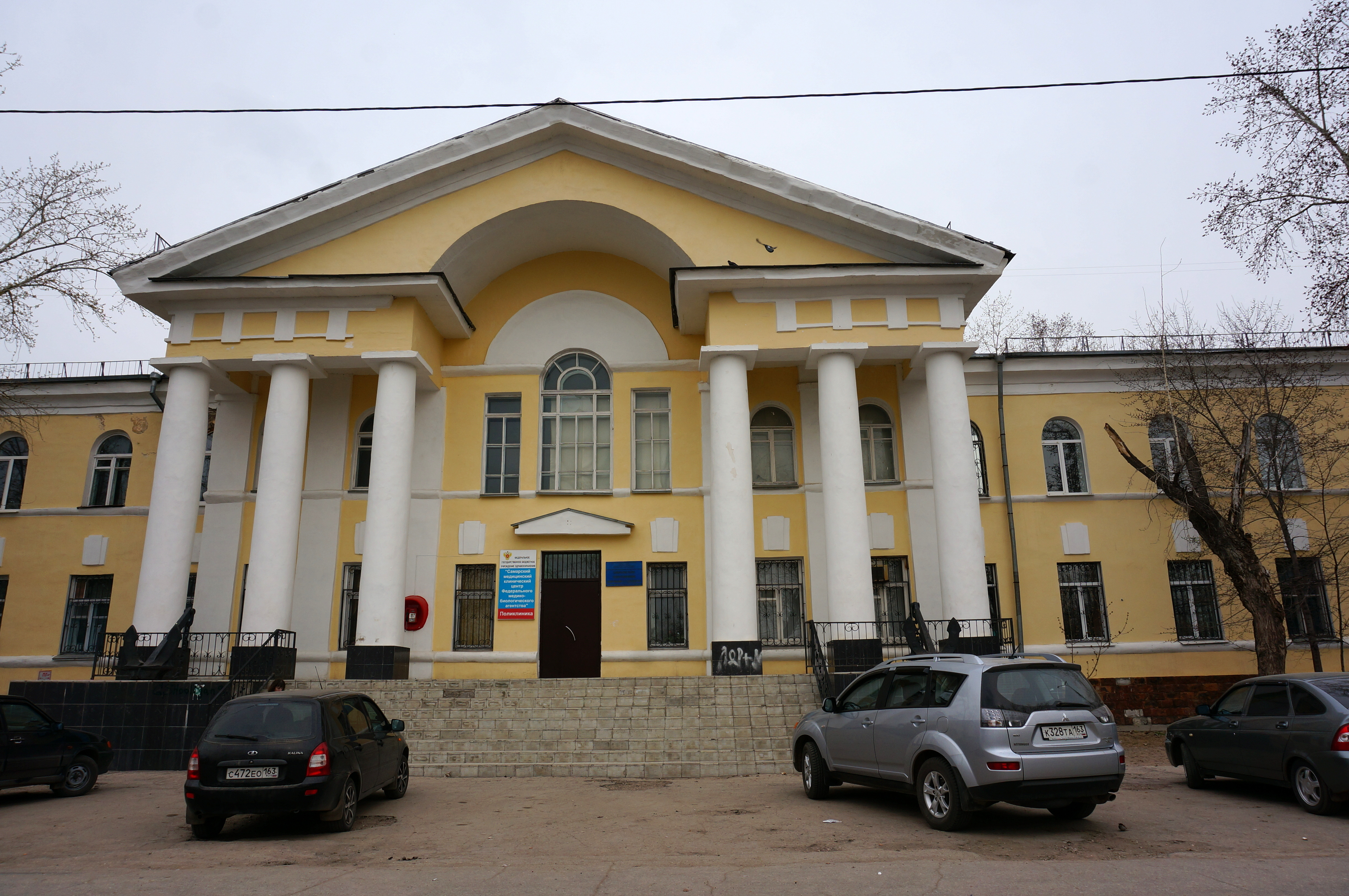
Ул. Носова 11

Здание по адресу Носова 11 построено в 1961 года для размещения управления шлюзов. Позже часть здания была передана под больницу. Построено в стиле советского классицизма. Здание П-образной формы, кирпичное, двухэтажное. Вход предваряют высокая лестница и выступающий фронтон с 6 колоннами и аркой. Окна второго этажа выполнены в виде арок.

### Носова 13

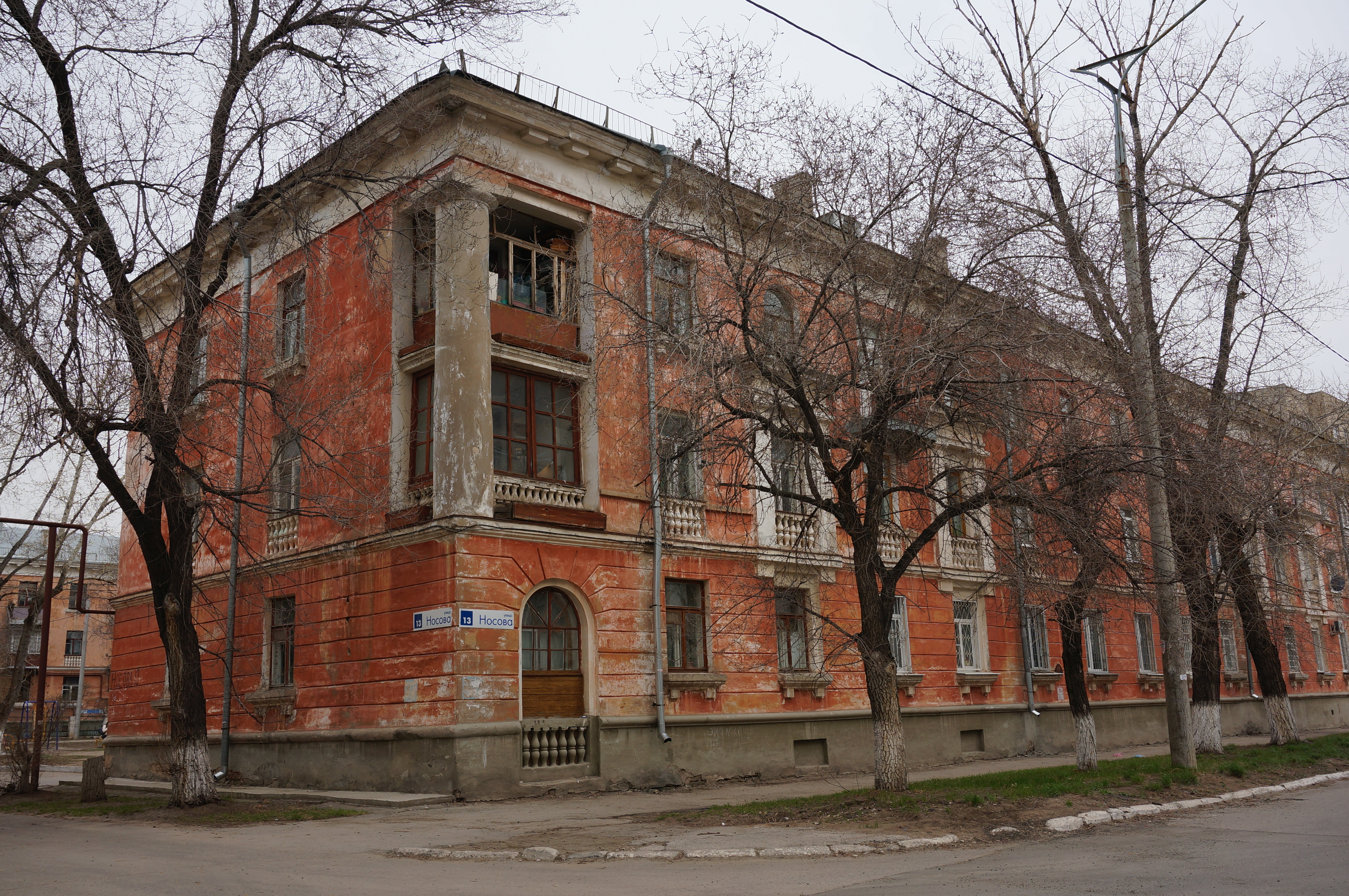
Ул. Носова 13

Жилой трёхэтажный дом на 24 квартиры. Проект разработан институтом Ленгипрогор, строительство велось с 1954 по 1957 год. Архитекторами выступили И. Г. Ромм, Е. А. Юзбашева, В. Мухин, заказчиками — дирекция строительства порта и судоремзавода.

### Носова 10
Первоначально для поселка Шлюзовой был выбран типовой проект клуба на 320 мест, разработанный Гидропроектом для Цимлянской ГЭС, но окончательным вариантом стало здание клуба на 420 мест архитектора И. Е. Рожина из института Ленгипрогор. В проекте предусматривались зрительный зал на 320 мест, фойе-лекционный зал на 280 мест, читальный зал на 180 мест и спортивный зал на 100 мест. Строительство началось в 1963 году, заказчиком являлся судоремзавод, подрядчиком СМУ № 7 КГС. В 1964 году задние было сдано, органично вписавшись в ансамбль застройки Шлюзового. В 2001 году началась реконструкция здания. Ныне в нём находится досуговый центр «Русич».

### Никонова 4

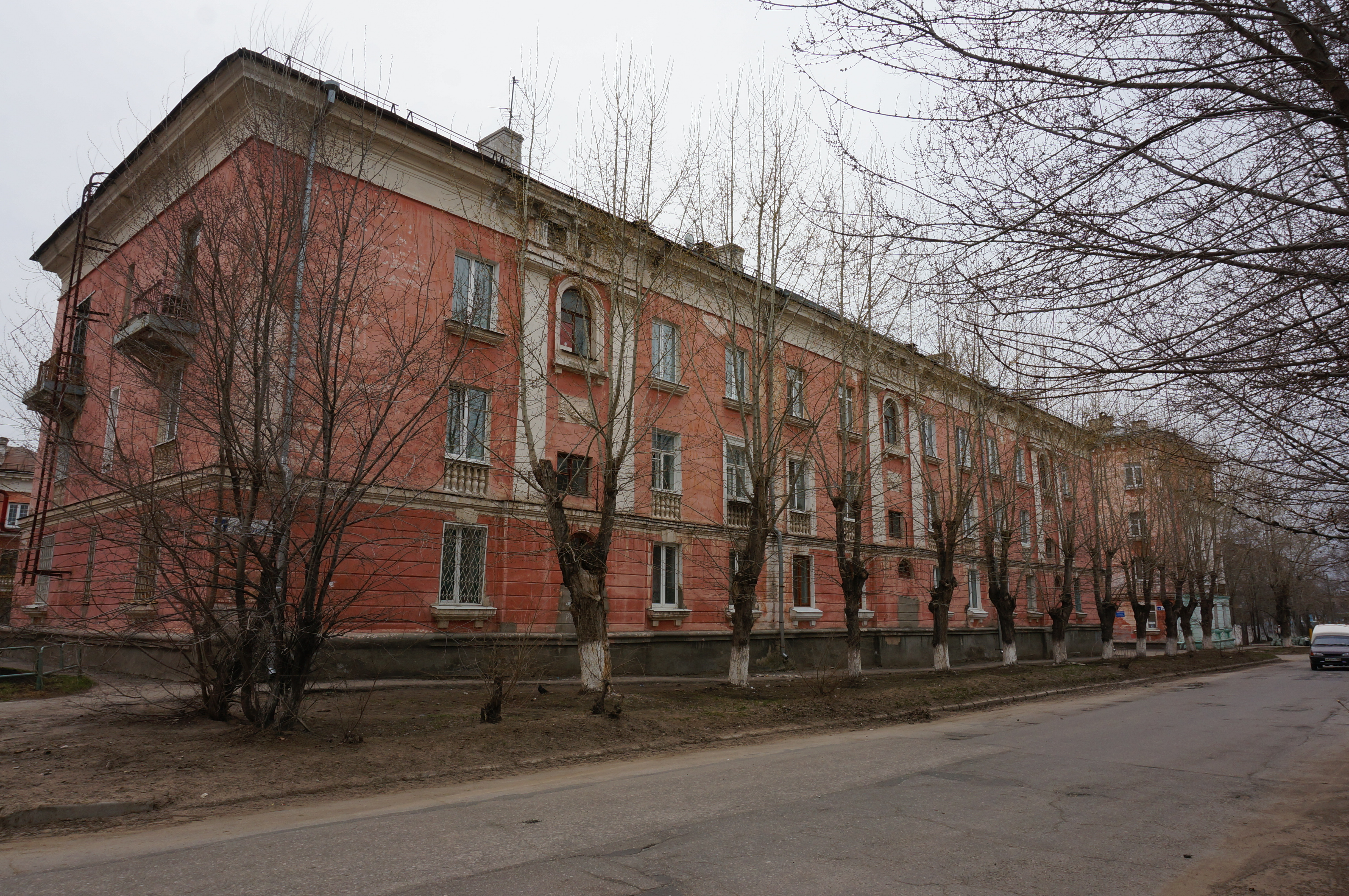
Никонова 4

Архитекторы И. Г. Ромм и М. А. Самохвалова. Трехэтажный жилой дом на 24 квартиры сдан в октябре 1956 года. Застройщиками являлись речной порт и судоремзавод. Главный фасад выходит на улицу Никонова. Типичный образец здания эпохи советского классицизма.

### Никонова 6
Здание трехэтажного жилого дома на 27 квартир построено Куйбышевской ГЭС и сдано в апреле 1957 года. Архитекторы проекта: И. С. Носов и Н. В. Лебедева. Главный фасад выходит на улицу Никонова. Типичное здание эпохи советского классицизма, от соседних отличается меньшим количеством декоративных элементов.

### Никонова 7/Крылова 3

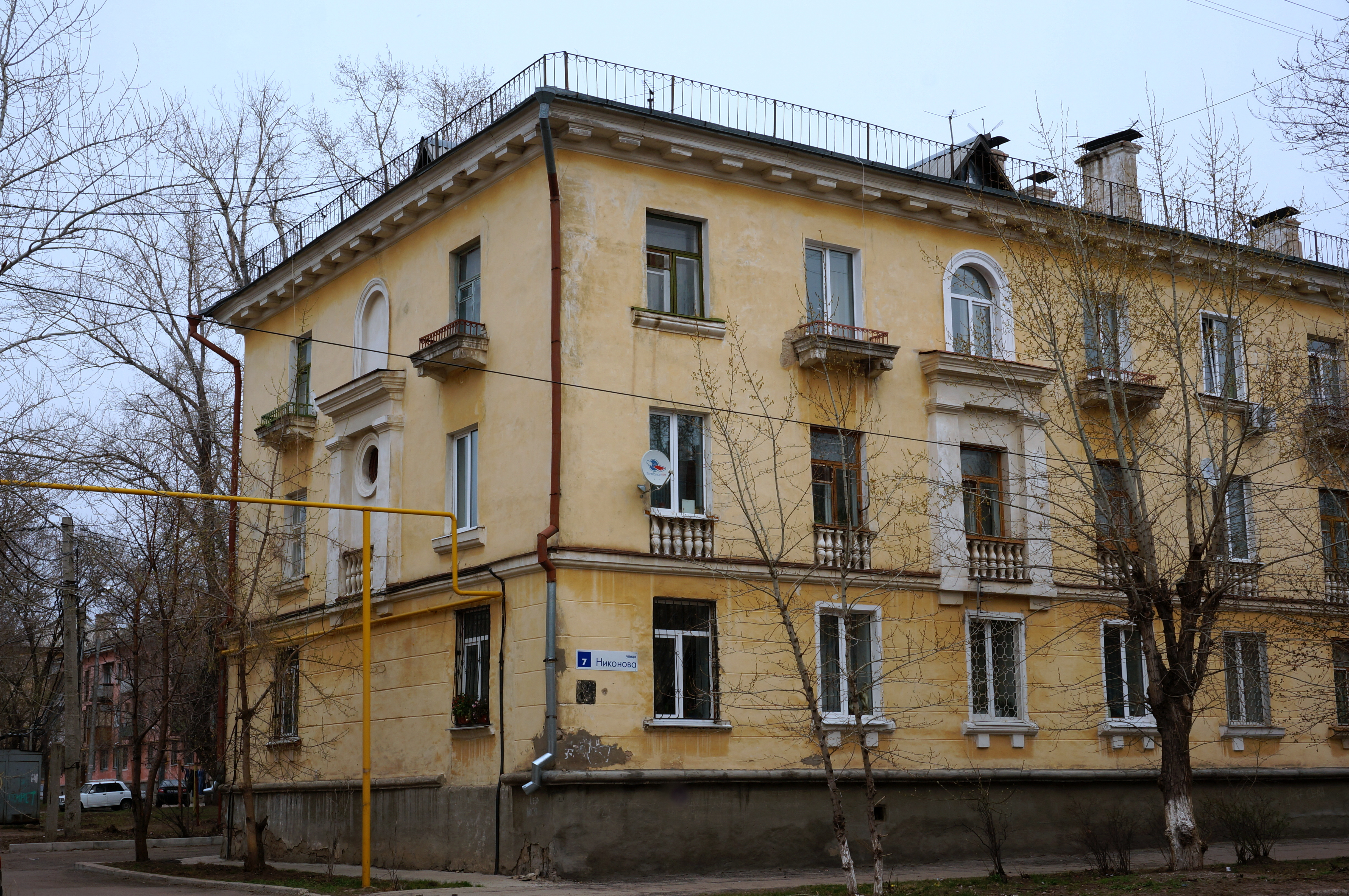
ул. Никонова 7

Жилой дом проекта архитектора В. Мухина построен в 1957 году. Строился тольяттинским судоремзаводом. Здание представляет собой единый архитектурный ансамбль, определяющий облик прилегающей площади. Типичный представитель эпохи советского классицизма.

### Никонова 8/Крылова 1/Носова 7

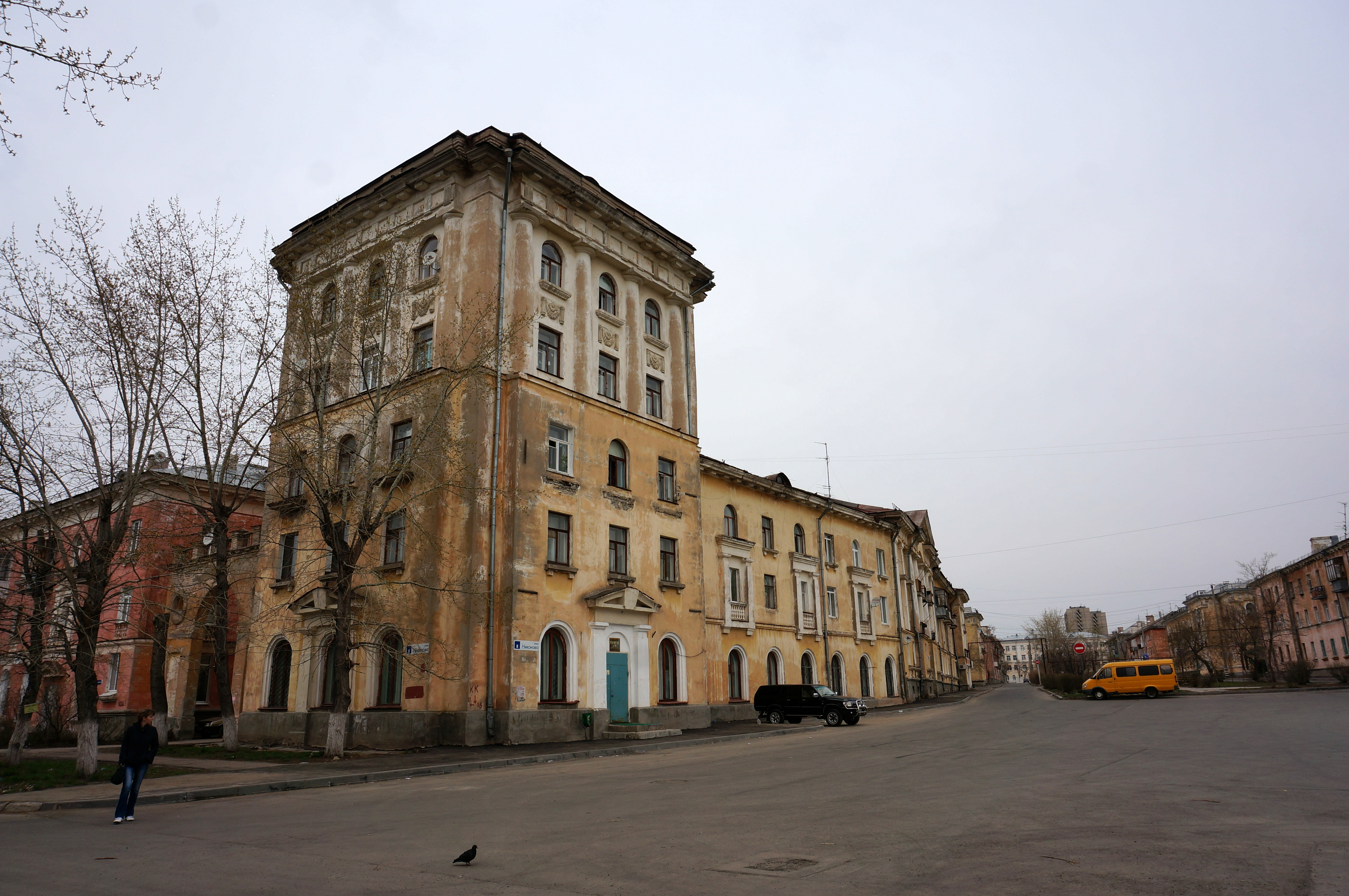
Никонова 8

Проект дома по адресу Никонова 8 также разработан в институте «Ленгипрогор». Авторы — Владимир Петрович Мухин и И. Г. Ромм. Строительства началось в апреле 1954 года, в качестве застройщика выступал судоремзавод, подрядчика — СМУ № 3 КГС. В здании размещалось общежитие на 30 комнат и 38 квартир. Акт приёмки подписан 5 марта 1959 года. В том же году на первом этаже здания открыли парикмахерскую, магазин, прачечную и столовую. Здание со сложным архитектурным решением: угловая часть трёхэтажного дома поднята до 5 этажей. По первоначальному замыслу здание должно было завершаться 9-метровой башней и шпилем высотой 16,5 метров, покрытым латунью с позолотой. Однако в период борьбы с «архитектурными излишествами» в 1956 году проект упростили. Но часть здания уже была построена. Два верхних этажа имеют колоннаду и лепнину в виде гирлянд. Под окнами второго этажа декоративные элементы в виде балясин. Центральная часть фасада выходит на улицу Никонова, обозначена треугольным фронтоном с четырьмя полуколоннами в ионическом стиле. У здания имеются также арочные ворота с круглыми слуховыми окнами. Дом представляет собой образец сталинского ампира.
На 1 этаже здания сейчас размещается православный приход в честь св. равноапостольной Марии Магдалины.

### Никонова 9/ Крылова 4

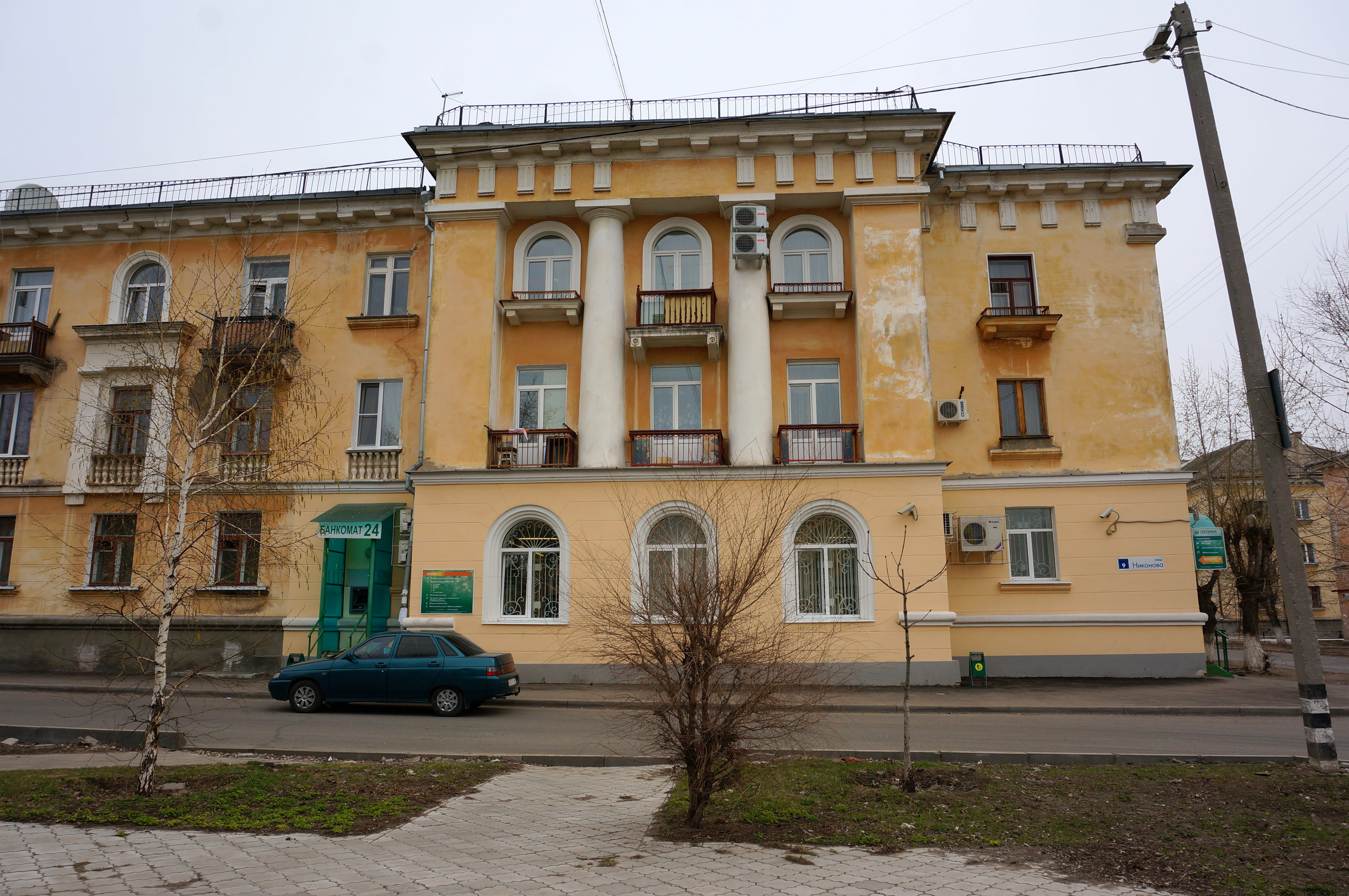
Ул. Никонова 9

Трехэтажное жилое здание построено в 1957 году. Здание Г-образной формы, формирует юго-западный угол квартала. Главный фасад выходит на улицы Никонова и Крылова. Фасад представляет собой стилизацию под русскую дворцовую архитектуру XVIII века. Автор — архитектор В. Мухин

### Никонова 10/Крылова 2/Носова 9

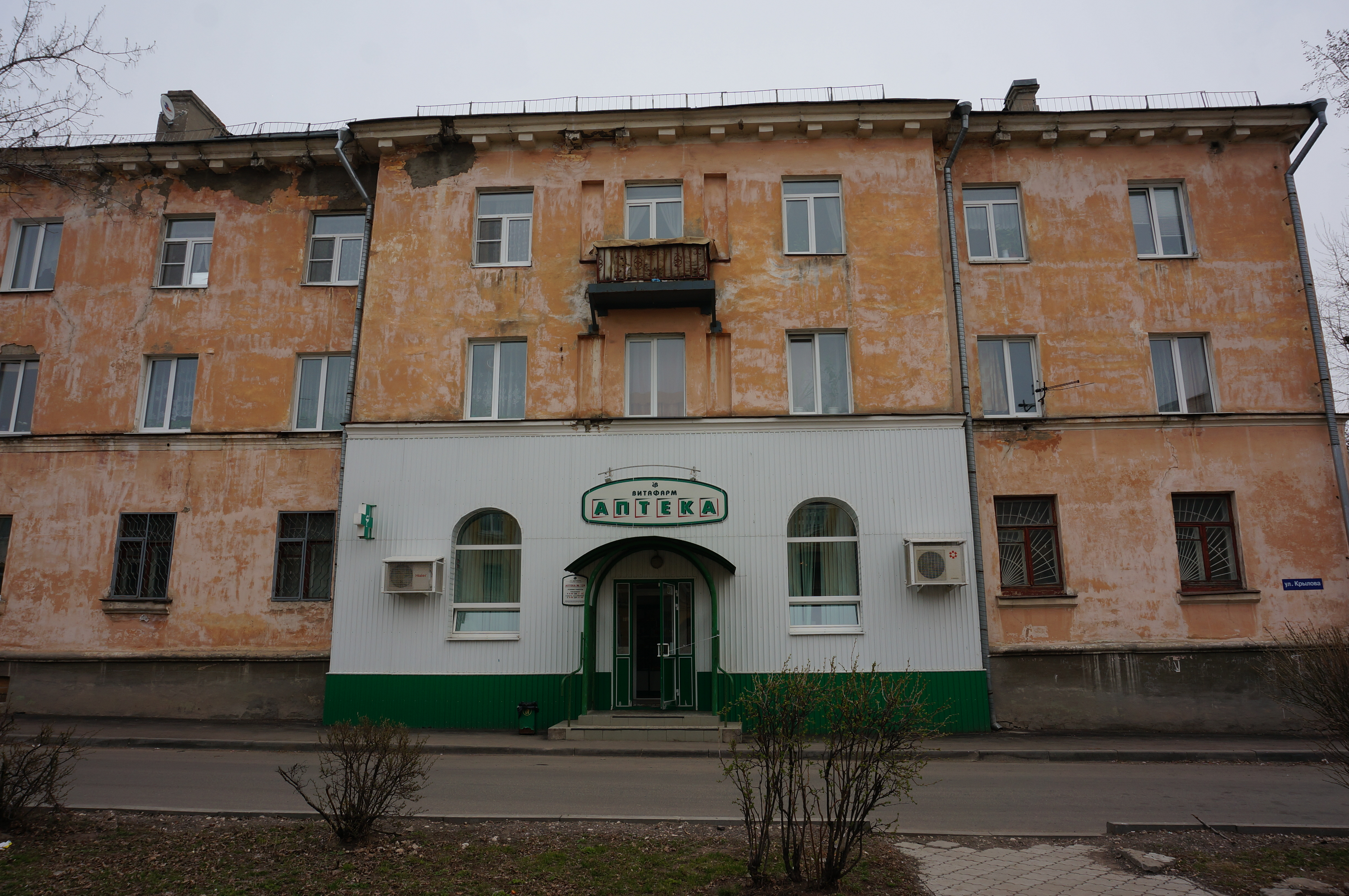
Никонова, 10

Здание жилого дома по адресу ул. Никонова, 10 построено в 1957 году. Архитекторы: В. П. Мухин и И. Г. Ромм. Жилой трехэтажный дом на 48 квартир построен по типовому проекту Ленгипрогора, застройщиком выступил Судоремзавод. Здание П-образной формы, так что фасады здания выходят на три улицы, на первом этаже расположена аптека.

### Никонова 12
Трехэтажный жилой дом на 20 квартир построен в 1954—1957 годах. Проект разработан Ленгипрогором в 1953 году. Окна первого этажа высокие, арочные, витринные, на первом этаже расположен магазин. Фасад украшен треугольным фронтоном с круглым слуховым окном под ним и арочной балконной дверью на третьем этаже.

### Никонова 14-16

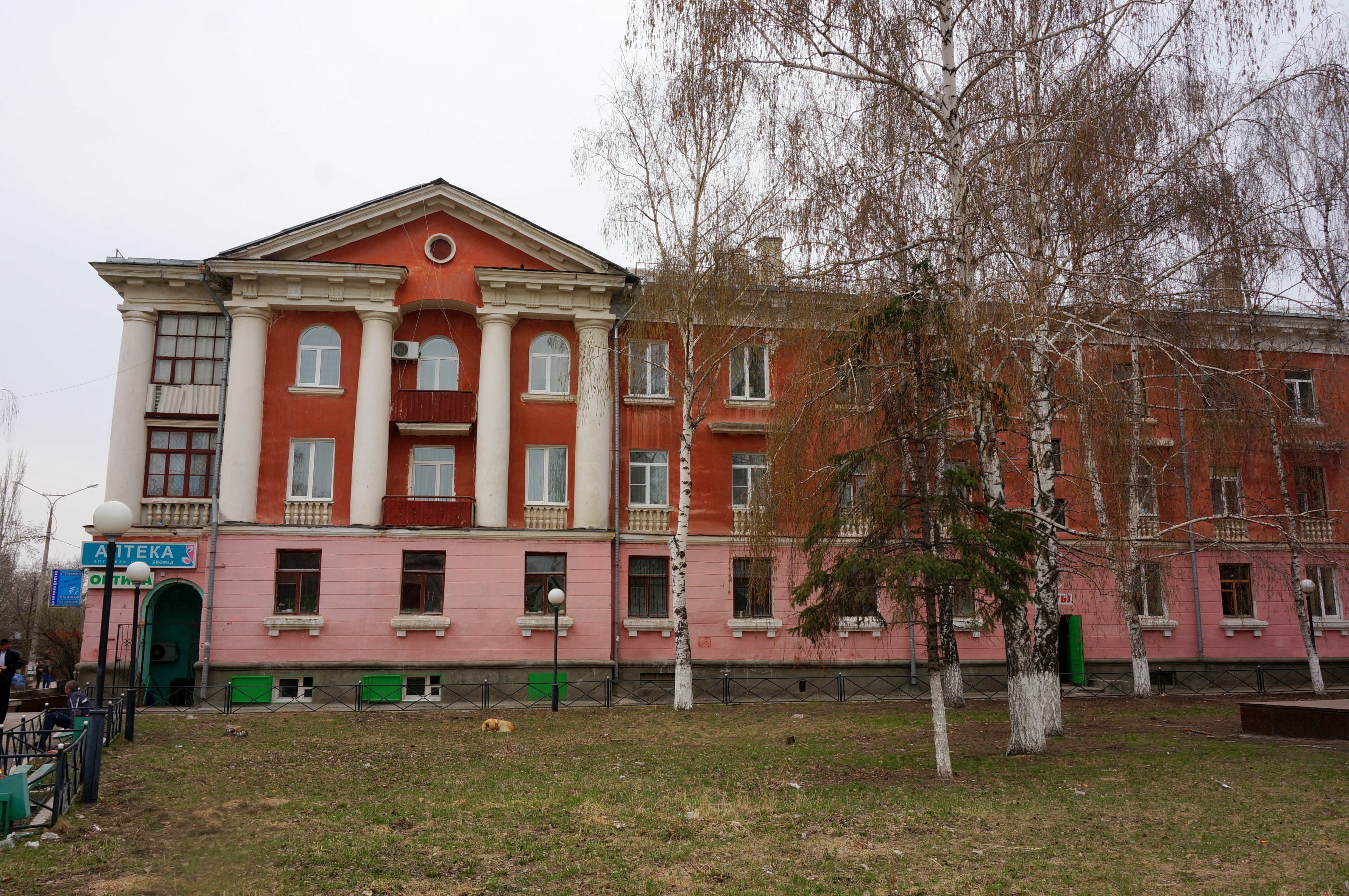
Фасад левого крыла, выходящий на площадь Никонова

Здание по адресу Никонова 14-16 проектировалось в 1953 году. Авторы проекта сотрудники института «Ленгипрогор» Илья Георгиевич Ромм и Мария Александровна Самохвалова. Застройщиком являлась дирекция строительства порта и судоремзавода. Здание построено в 1957 году как общежитие на 150 мест. Здание имеет сложное архитектурное решение. Главный фасад выходит на площадь Никонова, боковые крылья на улицы Шлюзовую и Никонова. Центральная часть оформлена в виде портика с четырьмя полуколоннами дорического стиля. Под окнами второго этажа расположены декоративные элементы в виде балясин. Здание украшено лепниной. Угловые квартиры имеют застеклённые веранды. Архитектура относится к эпохе советского классицизма. В настоящее время в левом крыле находятся квартиры, а в правом — продолжает существовать общежитие.

### Шлюзовая 3

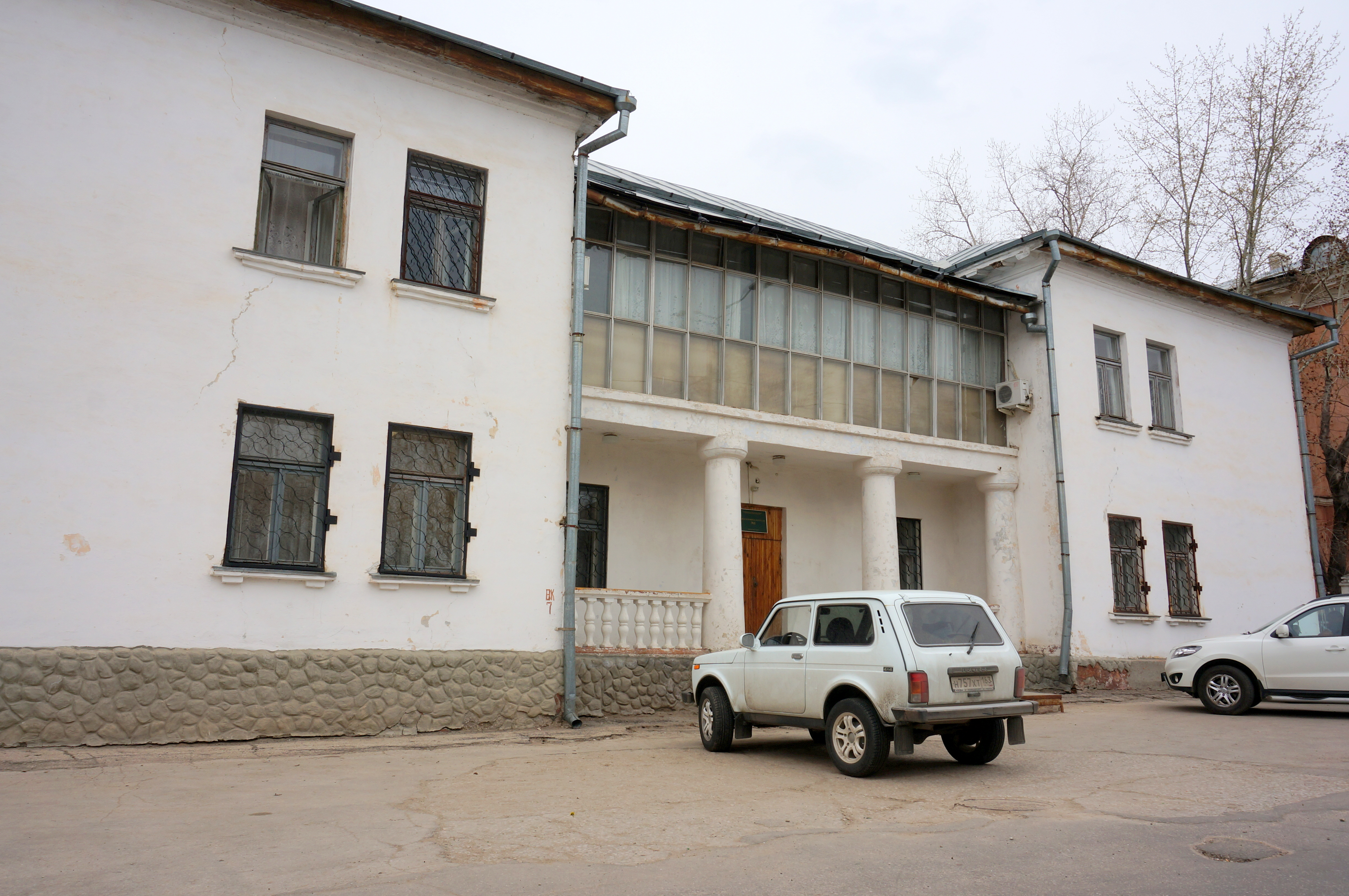
Ул. Шлюзовая 3

Здание прямоугольной формы, построено в 1957 как детский сад на 100 мест по проекту архитектора И. Г. Бурова. Главный фасад выходит на улицу Шлюзовая, вход оформлен четырьмя колоннами по высоте первого этажа. Сейчас в здании размещается детская школа искусств.

### Севастопольская 1
Здание средней трудовой школы № 2 строилось с 1953 по 1956 года, принято 24 декабря 1956 года. Это была первая крупная школа города, она была рассчитана на 800 мест. Парадный вход украшен плоскими колоннами, над дверью рельефная надпись «средняя трудовая школа № 2». Представляет историческую ценность, а также пример развития советской архитектуры школьных зданий, аналогичных зданий в городе нет.